# ژرژ ژوئن
ژرژ ژوئن (انگلیسی: Georges Johin; ۳۱ ژوئیهٔ ۱۸۷۷ – ۶ دسامبر ۱۹۵۵) بازیکن کروکت اهل فرانسه بود.